# Station atomique
Station atomique (Atómstöðin) est un roman de l'écrivain islandais Halldór Laxness (prix Nobel de littérature en 1955), publié en 1948.

## Résumé
Ugla, une jeune fille sans éducation de la campagne, se rend du nord de l'Islande à la capitale, Reykjavik, afin de travailler pour Bui Arland, un membre du parlement, et apprendre à jouer de l'harmonium. Elle rencontre un monde qui est lui complètement étranger : les politiciens et les militaires se déplacent aisément dans la ville et elle considère les habitants de la ville gâtés, snobs et arrogants. Elle vient en effet d'une région rurale où les gens discutent et réfléchissent pour l'essentiel des sagas islandaise du Moyen Âge, considérées comme plus importantes que la réalité. Le Premier ministre poursuit les tractations secrètes avec les Américains et « vend » finalement le pays. Ugla découvre d'autres façons de penser, particulièrement en fonction des questions d'actualité, principalement dans la maison du joueur d'orgue où elle entre en contact avec des communistes et des anarchistes. Elle acquiert la conscience politique qui lui faisait défaut et manifeste contre la construction d'une station atomique en Islande.
Elle est confrontée au choix entre une vie riche avec le député avec qui elle a eu une brève relation et un policier ordinaire, endetté après une brève tentative dans le monde des affaires. Elle comprend que les différences de classe sont insurmontables et rejoint le policier de qui elle attend un enfant.

## Contexte
Station atomique, écrit en 1946 et 1947, a été publié en mars 1948. Le contexte historique du roman est celui de l'occupation britannique de l'Islande pendant la Seconde Guerre mondiale en 1940, suivie de l'occupation américaine en 1941. Beaucoup considéraient l'indépendance de l'Islande menacée en raison de la demande des États-Unis d'établir une base militaire à Keflavík pour une durée de 99 ans (en 1946). Le Parlement islandais (l'Althing) a finalement accédé à cette demande et a conclu le traité de Keflavík. Laxness critiqua le fait que la législation islandaise n'était pas applicable à la zone interne de la base militaire. Mais il a surtout vu une menace pour la vie islandaise car dans l'éventualité d'une guerre atomique, l'Islande deviendrait une cible potentielle en raison de cette base militaire. Ces craintes étaient fondées sur l'impression laissée par les deux bombes atomiques qui avaient été récemment larguées sur Hiroshima et Nagasaki. Laxness a commencé à écrire le roman peu après ces événements, mais ne l'incluait pas parmi ses œuvres préférées.

## Sources
- (de) Wilhelm Friese, Halldór Laxness. Die Romane. Eine Einführung, vol. 24, Bâle, Helbing und Lichtenhahn, coll. « Beiträge zur nordischen Philologie », 1995, 67–77 p. (ISBN 3-7190-1376-6)
- (de) Aldo Keel, Innovation und Restauration. Der Romancier Halldór Laxness seit dem Zweiten Weltkrieg, vol. 10, Bâle, Helbing und Lichtenhahn, coll. « Beiträge zur nordischen Philologie », 1981, 8–65 p. (ISBN 3-7190-0791-X)
- (da) Erik Sønderholm, Halldór Laxness. En monografi, Copenhague, Gyldendal, 1981, 367 p., relié (ISBN 978-87-00-53102-4, LCCN 81154565), p. 229–243